# Arkansas Arabic Translation Award
El University of Arkansas Press Award for Arabic Literature in Translation (conocido también como Arkansas Arabic Translation Award) es un premio otorgado a aquella traducción al inglés de carácter notable de una obra literaria o libro que haya sido escrito originalmente en el idioma árabe. El premio es administrado por el Centro de estudios islámicos y del Oriente Medio Rey Fahd (del inglés: King Fahd Center for Middle East and Islamic Studies) dependiente de la Universidad de Arkansas. Desde 2008, el libro premiado ha sido publicado por la editorial de la Universidad de Syracuse como parte de su serie Literatura del Medio Oriente (del inglés: Middle Eastern literature series). Antes del año 2008, la editorial de la Universidad de Arkansas publicaba la obra premiada. 
Al año 2010, el premio incluía un estipendio en dinero de US$5000 para el traductor y US$5000 para el autor del original, mientras que tanto las obras de ficción como las de no ficción son elegibles para el premio. En conjunto con el Premio Banipal, este galardón se constituye en uno de los principales premios en el campo de las traducciones literarias árabe-inglesas.